# 布新水库
布新水库是中国广西壮族自治区贵港市桂平市境内的一座水库，位于郁江支流木根河上，建于1962年。水库正常库容为1280万立方米，集雨面积为23平方千米，海拔为114.39米。